# Ardente
Ardente é em náutica o termo empregue para definir que o barco tem tendência a orçar, ou seja, a aproximar-se da linha do vento.
A vantagem de um barco ardente é que navegando a contra-vento se se largar o leme o barco tem tendência a aproar e parar porque vai orçar  logo é menos perigoso do que um que vai arribar por ele mesmo e por isso ganhar velocidade o que pode pôr a tripulação em perigo . 
O contrário de um barco ardente é um barco mole. 
A regulação para tornar um barco ardente ou mole é feita regulando o caimento da vela grande.